# USS Knave (AM-256)
USS Knave (AM-256) trałowiec typu Admirable służący w United States Navy w czasie II wojny światowej. Służył na północnym Atlantyku. 
Stępkę okrętu położono 23 października 1942 w stoczni American Shipbuilding Co. w Lorain (Ohio). Zwodowano go 13 marca 1943, matką chrzestną była Geraldine Donohue. Jednostka weszła do służby 14 października 1943, pierwszym dowódcą został Lt. Comdr. A. M. White.
Brał udział w działaniach II wojny światowej. Pełnił funkcje pomocnicze na Atlantyku. Sprzedany Meksykowi 2 października 1962 i przemianowany na DM-13.